# ترمونتن
ترمونتن (به هلندی: Termunten) یک منطقهٔ مسکونی در هلند است که در دلف‌زیل واقع شده‌است. ترمونتن ۰٫۵۸ کیلومتر مربع مساحت و ۴۲۰ نفر جمعیت دارد.

## نگارخانه

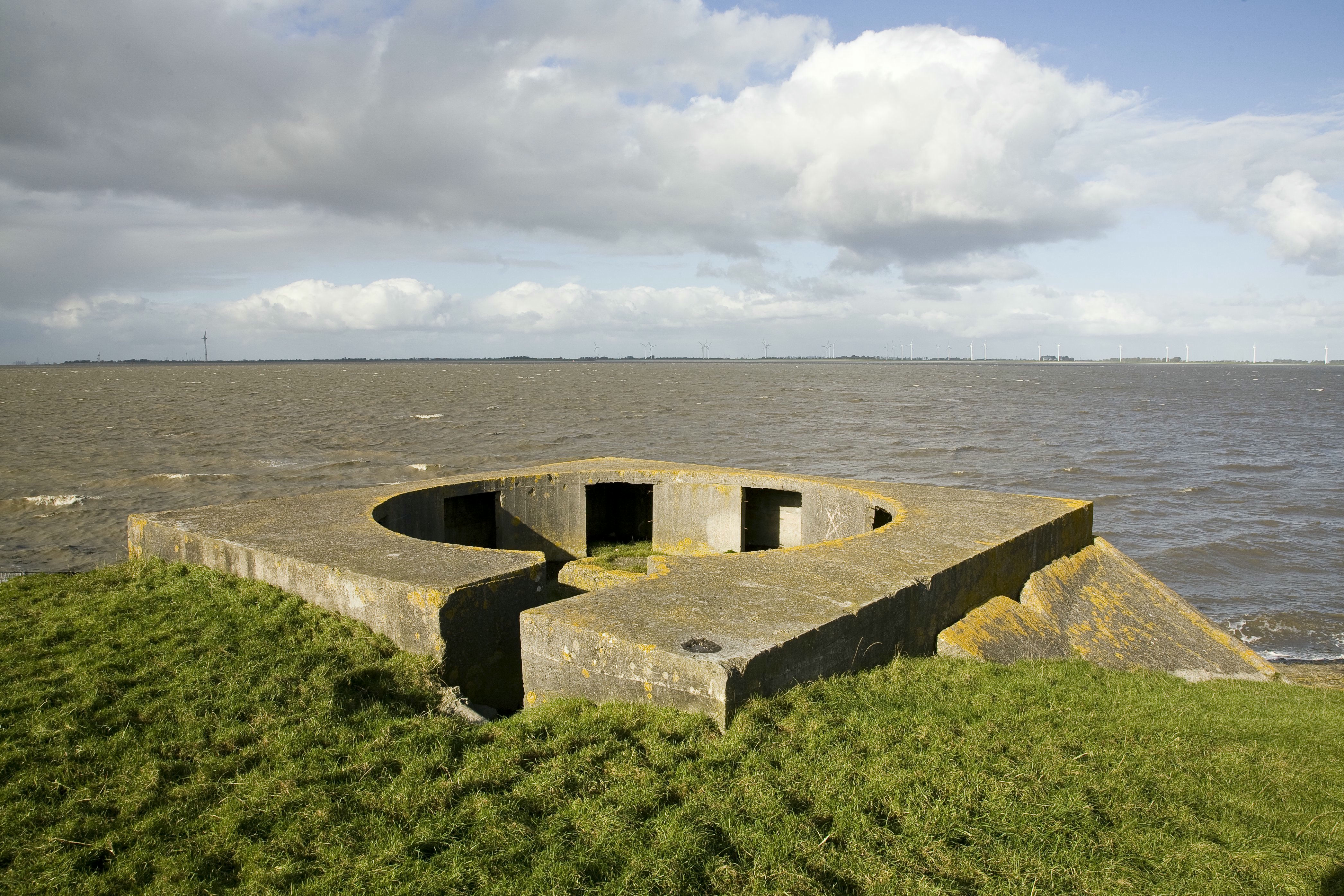
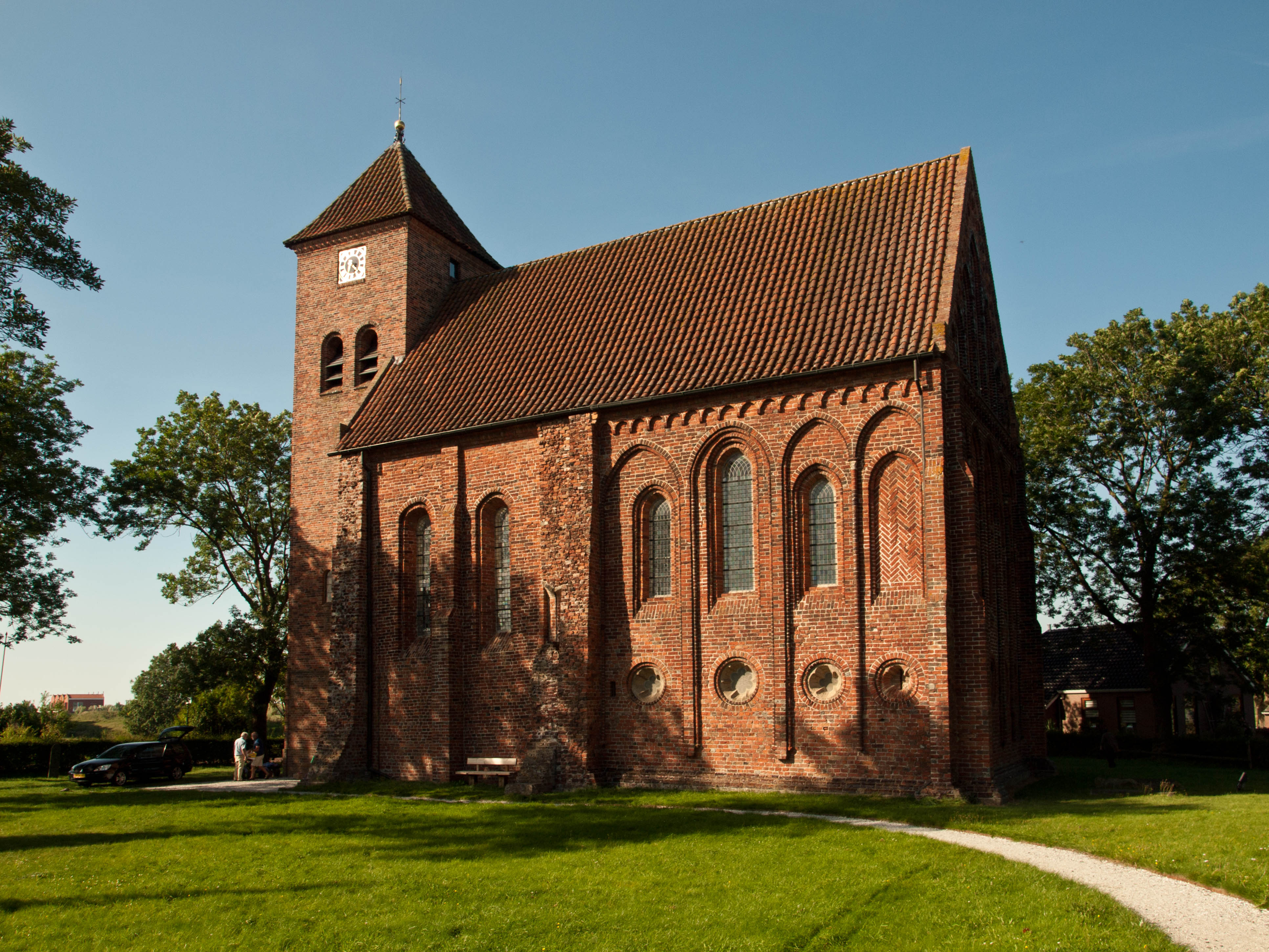
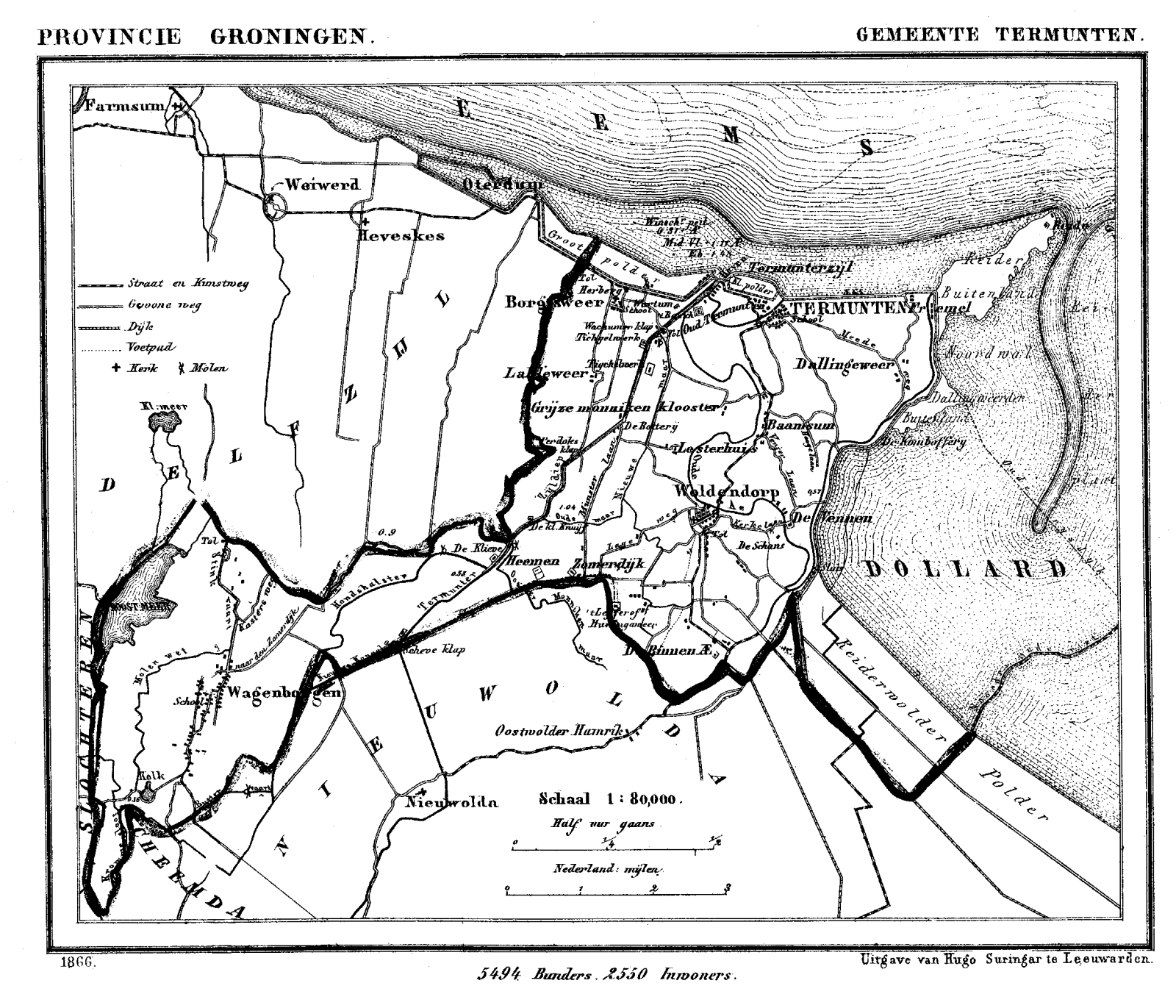